# Ösmo socken
Ösmo socken i Södermanland ingick i Sotholms härad, ingår sedan 1974 i Nynäshamns kommun och motsvarar från 2016 Ösmo distrikt.
Socknens areal är 145,16 kvadratkilometer, varav 141,72 land, där Nynäshamns stad areal på 14,72/14,70 km2 ej medräknats. År 2000 fanns här 5 040 invånare. Herrgårdarna Nynäs och  Hammersta samt tätorten  och kyrkbyn Ösmo med sockenkyrkan Ösmo kyrka ligger i socknen. 

## Administrativ historik
Ösmo socken har medeltida ursprung. 
Vid kommunreformen 1862 övergick socknens kyrkliga frågor till Ösmo församling och de borgerliga till Ösmo landskommun. Nynäshamns köping, från 1946 Nynäshamns stad  bröts ur landskommunen 1911 och Nynäshamns församling bröts ur församlingen 1947. Landskommunen inkorporerade 1952 Torö landskommun och uppgick 1974 i Nynäshamns kommun. Församlingen uppgick 2006 i Ösmo-Torö församling.
1964 överfördes från Ösmo socken ett område med 35 invånare och omfattande en areal av 12,60 kvadratkilometer till Nynäshamns stad.
1 januari 2016 inrättades distriktet Ösmo, med samma omfattning som församlingen hade 1999/2000.
Socknen har tillhört län, fögderier, tingslag och domsagor enligt vad som beskrivs i artikeln Sotholms härad. De indelta soldaterna tillhörde Livregementets grenadjärkår, Södermanlands kompani. De indelta båtsmännen tillhörde Första Södermanlands båtsmanskompani.

## Geografi och natur
Ösmo socken ligger på södra Södertörn närmast norr om Nynäshamn med Mysingen i öster kring Muskån och med en skärgård som omfattar öar som Herrön, Yxlön och Järflotta. Socknen har i inlandet slättbygd och är vid kusten mer kuperad. De största insjöarna är Fjättersjön som delas med Nynäshamns församling, Västra Styran som delas med Sorunda socken, Muskan och Älvvikssjön.
Det finns fyra naturreservat i socknen. Häringe-Hammersta som delas med Västerhaninge socken i Haninge kommun, Käringboda som delas med Nynäshamns församling och Järflotta ingår alla i EU-nätverket Natura 2000 medan Rosenlundsskogen är ett kommunalt naturreservat.
Det har funnits hela elva sätesgårdar i socknen. Djursnäs säteri, Hammersta säteri med en medeltida borgruin, Körunda säteri, Nynäs säteri, Ogesta gård (säteri), Valsjö gård (säteri), Vansta säteri, Rånö säteri (överfördes 1889 till Utö socken), Estö gård, Lunds herrgård och Valla herrgård.
Det har funnits gästgiverier i Valla och Tottnäs.

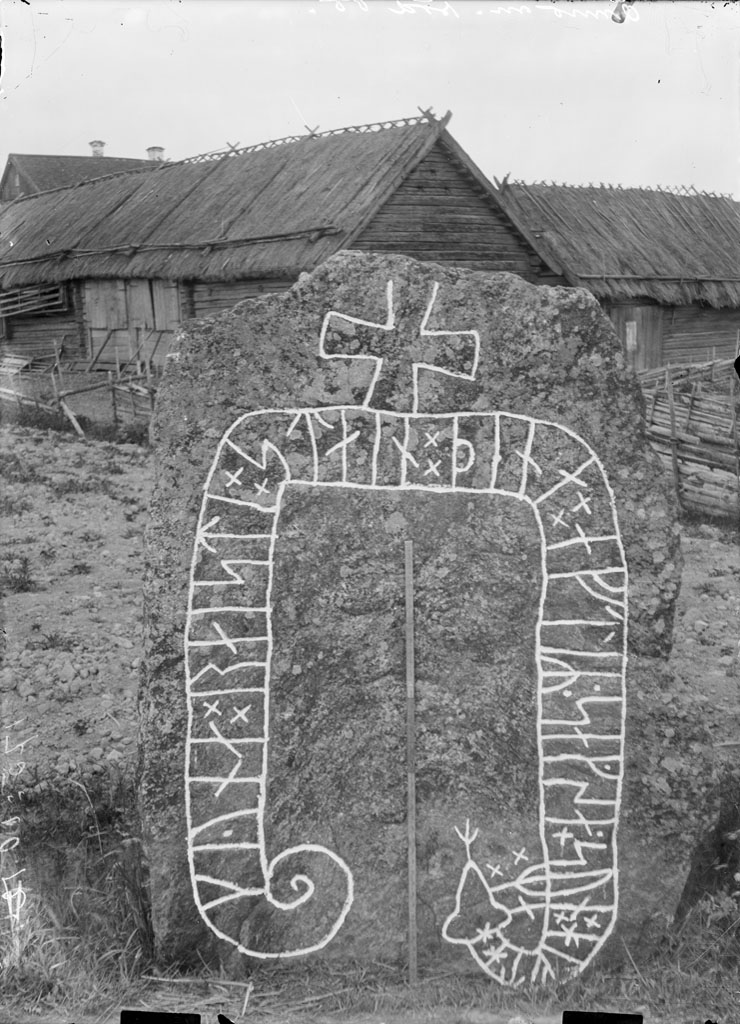
Runsten vid Jursta gård. Foto från sekelskiftet 1900.

## Fornlämningar
Ett tiotal boplatser från stenåldern är funna. Från bronsåldern finns nära 200 gravrösen och ett par hällristningar. Från järnåldern finns cirka 100 gravfält och åtta fornborgar. Tio runristningar har påträffats.

## Befolkningsutveckling
Befolkningen ökade från 1 866 1810 till 2 519 1880 varefter den varierade runt 2 500 invånare till 1940 då den landade på 2 330. 1950 hade folkmängden sjunkit till 1 759 invånare efter att Nynäshamns församling brutits ut 1947. Därefter ökade folkmängden till 4 566 invånare 1990.

## Namnet
Namnet (1281, Özmo) kommer från kyrkplatsen. Namnet har tolkats som 'Uppsala öds mo' syftande på en gammal samlingsplats.